# Décembre 1908

## Événements
- En marge du salon de l'auto, tenue du premier salon de l'aviation à Paris.
- 2 décembre, Chine : le dernier empereur mandchou Puyi monte sur son trône, à l'âge de trois ans, sous la régence de son père, Chun, qui chasse Yuan Shikai pour venger son frère l’empereur Guangxu.
- 8 décembre : l’Allemagne assure à l’Autriche-Hongrie son soutien à la suite de l’annexion de la Bosnie-Herzégovine. Lâchée par ses alliés, la Russie s’incline, en conseillant à la Serbie de céder.
- 18 décembre : Wilbur Wright réalise à nouveau un vol au Mans en France, mais sans le contrôle des inspecteurs de la FAI à Auvours. L'appareil tient l'air 1 heure, 54 minutes et 53 secondes pour une distance de 99,8 km.
- 19 décembre : Juan Vicente Gómez évince par un coup d’État le dictateur Cipriano Castro au Venezuela et se maintient au pouvoir jusqu’à sa mort en 1935. Le « tyran des Andes » s’impose aux autres caudillos et ouvre pour le Venezuela l’ère du pétrole, en distribuant des concessions aux compagnies britanniques et nord-américaines.
- 28 décembre :
  - tremblement de terre entre la Calabre et la Sicile[1];
  - fondation du comité du tourisme aérien qui deviendra l'Aéro Touring club de France.
- 31 décembre : Wilbur Wright empoche le prix de 20 000 francs offert par Michelin pour récompenser le vol le plus long de l'année : 124,7 km au Camp d'Auvours pour 2 heures, 20 minutes et 23 secondes de temps de vol. Ces performances signées le dernier jour de l'année 1908 sont homologuées par la FAI.

## Naissances
- 7 décembre : Son Ngoc Thanh, ancien premier ministre du Cambodge († 8 août 1977).
- 8 décembre : Alphonse, Ambroise Hurth, résistant français, employé municipal de la ville de Colmar († 5 mai 1944).
- 10 décembre : Olivier Messiaen, compositeur français († 27 avril 1992).
- 12 décembre : Manoel de Oliveira, réalisateur portugais († 2 avril 2015).
- 13 décembre : Plinio Corrêa de Oliveira, avocat, député, enseignant brésilien et fondateur du mouvement Tradition Famille Propriété († 1995).
- 14 décembre : Morey Amsterdam, acteur américain († 1996).
- 23 décembre :
  - Carmelo Pérez (Armando Pedro Antonio Procopio Pérez Gutierrez), matador mexicain († 28 octobre 1931).
  - Yousuf Karsh, photographe († 13 juillet 2002).
- 31 décembre : Simon Wiesenthal, survivant autrichien des camps d'extermination nazis († 2005).

## Décès
- 19 décembre : Victor-Lucien-Sulpice Lecot, cardinal français, archevêque de Bordeaux (° 8 janvier 1831).
- 25 décembre : William McGuigan, maire de Vancouver.